# ピアノ・ロック
ピアノ・ロック（Piano rock）とは、その名の通りピアノやそれに関連する楽器（例えばシンセサイザーや電子ピアノ）に重点を置いた音楽ジャンルの一つ。

## 概要
古典的なロックほど定着しているわけではないものの、例えばベン・フォールズ・ファイヴやコールドプレイ、ドレスデン・ドールズ、エヴァネッセンス、キーンのような現代のロックバンドと、エルトン・ジョンやビリー・ジョエル、トーリ・エイモス、ヴァネッサ・カールトン、ダニエル・パウターのようなソロ・アーティストなどは、それぞれの歌や曲の中で大きくピアノをフィーチャーしている。

## 歴史

### 起源（1950年代から1970年代）
ピアノ・ロックの起源は、1950年代ロックンロールの先駆者リトル・リチャードやジェリー・リー・ルイス、ファッツ・ドミノの時代まで遡るが、特に1970年代初頭に頭角を現したエルトン・ジョンやビリー・ジョエル、レオン・ラッセルらは、このジャンルの開拓者と見ることもできる。

### 1990年代以降
イギリス出身のキーンは、ギタリストを持たないバンドという特異な編成で知られており、ピアノを主体にした楽曲を多く手掛けている。2003年にシングル・カットされたピアノ・ロック・ナンバー「Everybody's Changing」「Somewhere Only We Know」のヒットで、国際的にも認められたバンドとなった。コールドプレイはもう一つの成功例で、シングル「Trouble」「Speed of Sound」などの大ヒット曲を生んでいる。
アメリカ出身のエヴァネッセンスは、シングル「Bring Me to Life」「My Immortal」などが世界的な大ヒットを記録し、ピアノ・ロックの成功例と言える。また、ヴァネッサ・カールトンは彼女のヒット・シングル「A Thousand Miles」で有名である。ピアノを特徴としながらも現代アメリカのポップスを反映した曲で、ピアノ・ロックよりもしばしばピアノ・ポップという名で呼ばれることがある。

## 主なアーティストと楽曲
- トーリ・エイモス - (Amos, Tori)
- フィオナ・アップル - (Fiona Apple)
- オーガスターナ - (1stアルバムが150万枚のヒット）
- ビートルズ - 「レット・イット・ビー」、「ペニー・レイン」
- ベン・フォールズ・ファイヴ - (Ben Folds Five)-「ジャクソン・カナリー」
- ヴァネッサ・カールトン - (Carlton, Vanessa)
- コールドプレイ - (Coldplay)
- ドクター・ジョン - 「ライト・プレイス・ロング・タイム」
- ファッツ・ドミノ - 「ブルーベリー・ヒル」
- フランソワーズ・アルディ - 「さよならを教えて」
- エルトン・ジョン -「ユア・ソング」、「ベニー&ジェッツ」
- エヴァネッセンス
- ビリー・ジョエル
- キーン - (Keane)
- キャロル・キング - 「ジャズ・マン」、「イッツ・トゥー・レイト」
- ジェリー・リー・ルイス - 「火の玉ロック」
- ギルバート・オサリバン - 「アローン・アゲイン」、「クレア」
- ミッシェル・ポルナレフ - 「愛の願い」、「愛のコレクション」
- トッド・ラングレン - 「ハロー・イッツ・ミー」、「瞳の中の愛」
- ドレスデン・ドールズ - (Dresden Dolls, The)
- ザ・フレイ - (The Fray)
- サラ・マクラクラン - (McLachlan, Sarah)
- レオン・ラッセル - (Russell, Leon)-「タイト・ロープ」、「ア・ソング・フォー・ユー」
- キャット・スティーヴンス - 「雨にぬれた朝」
- クイーン -「輝ける7つの海」